# Mapová sbírka PřF UK

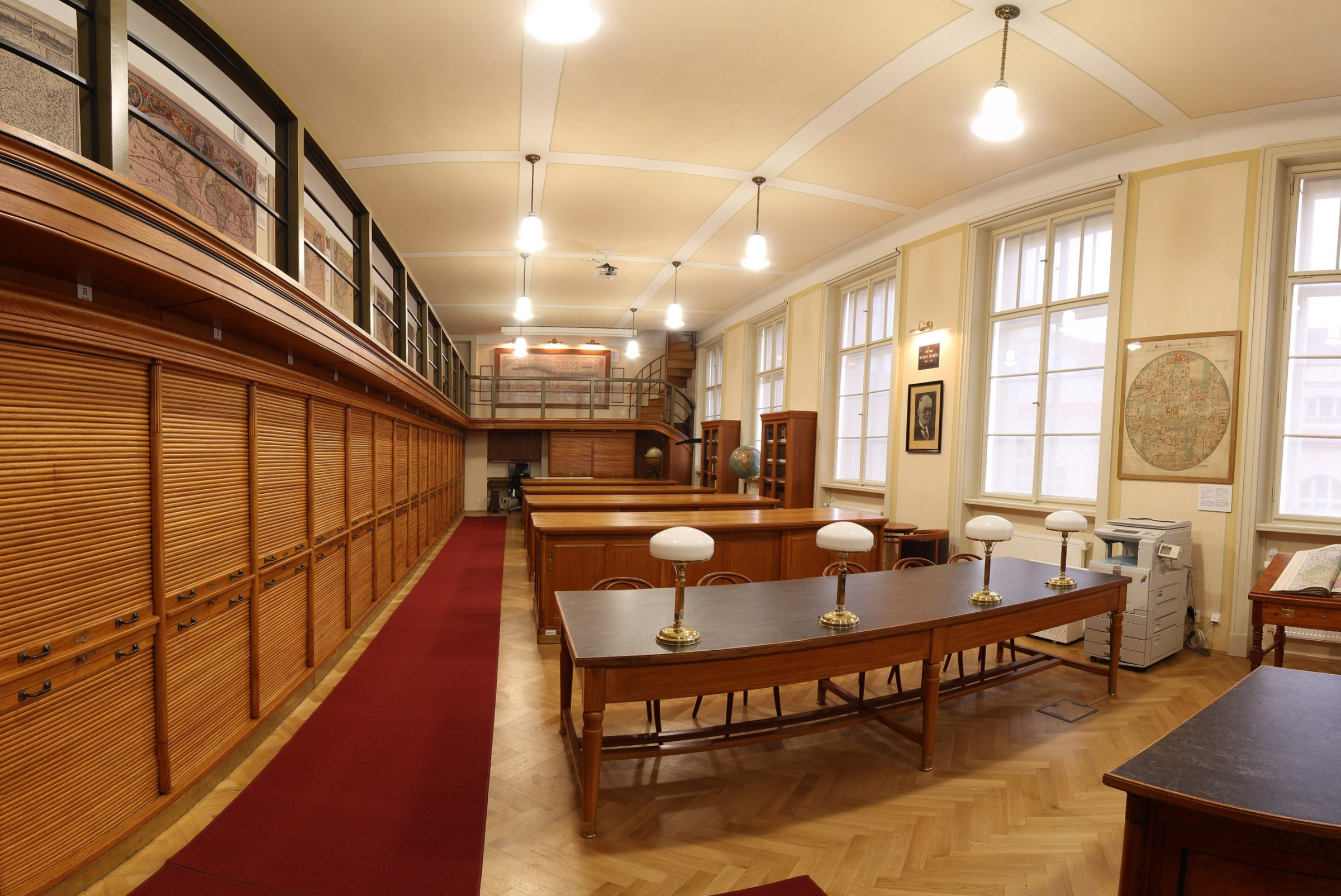
Interiér mapové sbírky po rekonstrukci v roce 2013.

Mapová sbírka Přírodovědecké fakulty Univerzity Karlovy je významnou univerzitní sbírkou ve střední Evropě. Jde o bývalou Státní sbírku mapovou (1920–1953). Obsahuje ca 150 000 dokumentů: asi 130 000 map, 3 500 atlasů, 95 globů a 10 000 knih a další dokumenty.

## Historie

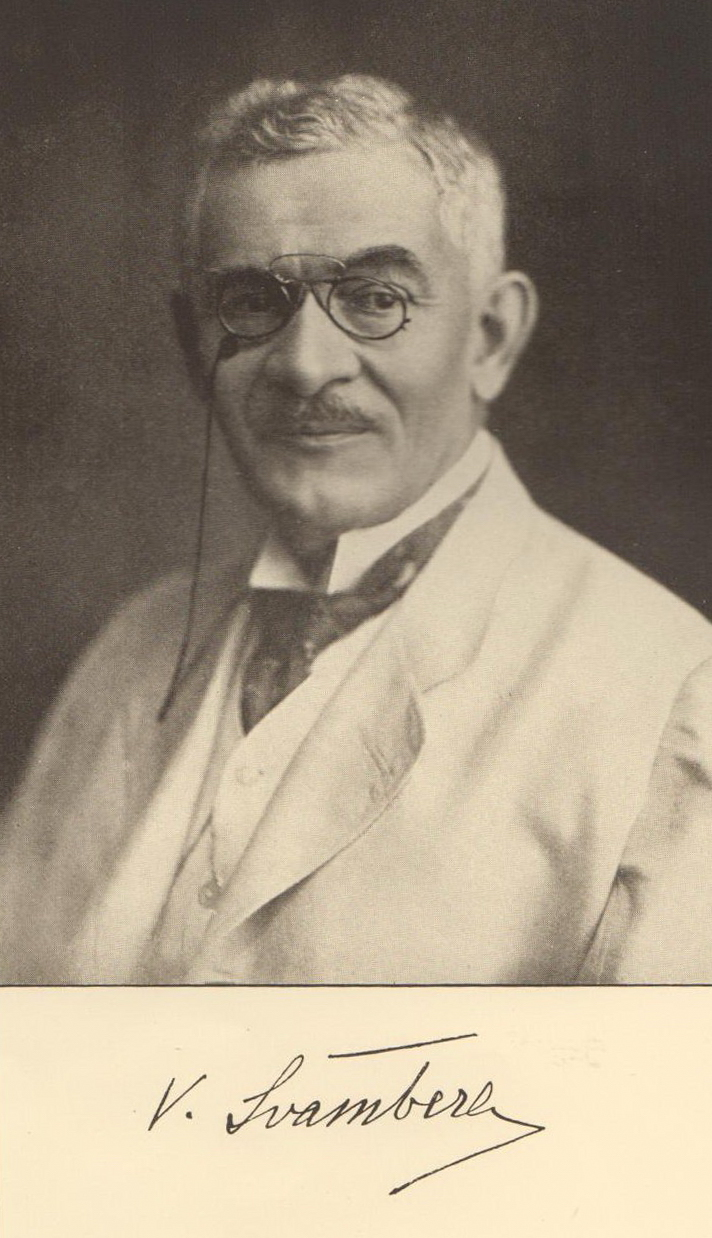
Prof. Václav Švambera, zakladatel Mapové sbírky PřF UK, v roce 1926

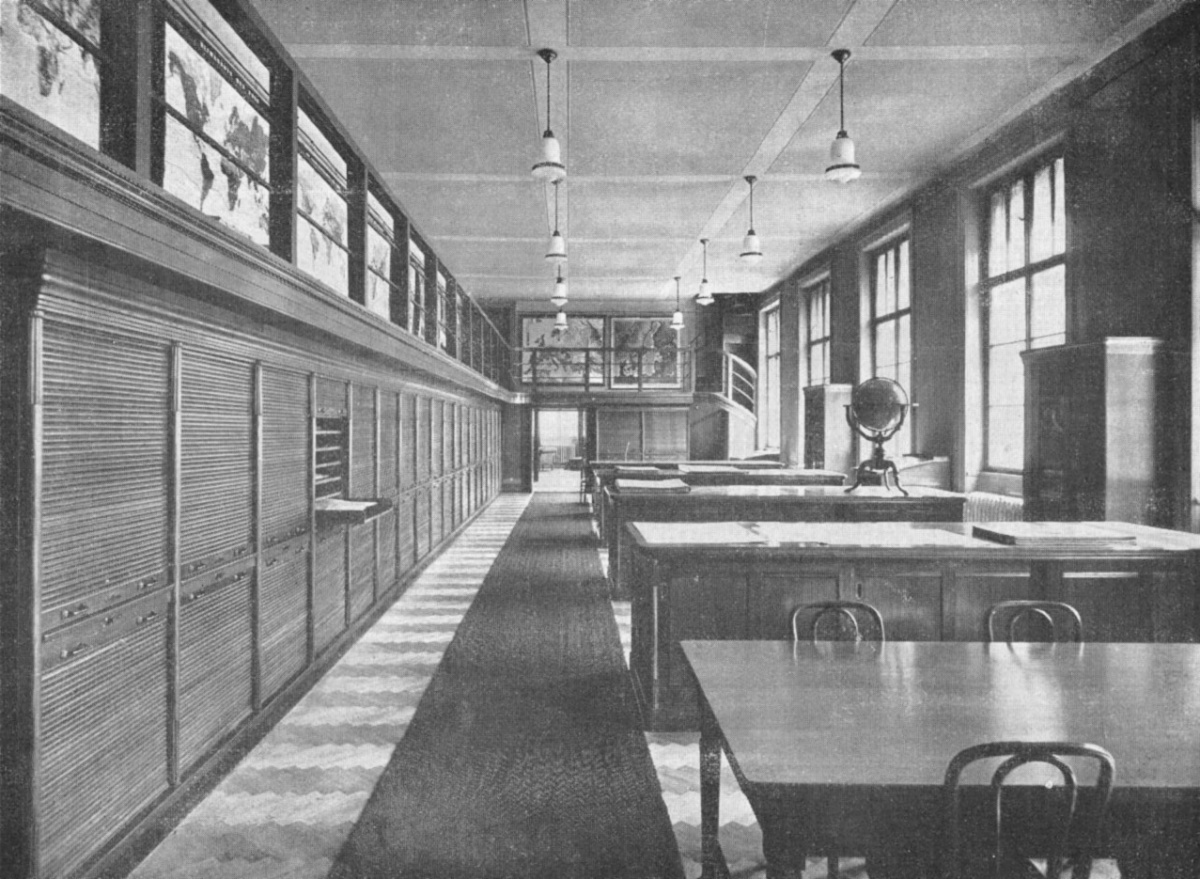
Původní interiér mapové sbírky v roce 1931

Mapová sbírka vznikla zároveň s Geografickým ústavem UK (1891). V roce 1913 byla přestěhována na Albertov 6, Praha 2, kde sídlí nepřetržitě dodnes v unikátním historickém interiéru. Byl vytvořen podle vzoru mapové sbírky Francouzské národní knihovny. V roce 1920 vznikla Přírodovědecká fakulta a zároveň byla na návrh prof. Václava Švambery ustanovena Ministerstvem školství Státní sbírka mapová ČSR. Získala část válečného archivu z Vídně a velké finanční dotace. Po 2. světové válce přibylo množství dokumentů z konfiskátů. Vzhledem k záměru vybudovat vskutku národní sbírku, byly včleněny i mapové sbírky Národní knihovny a Národního muzea. Prof. Karel Kuchař, jeden z nejvýznamnějších českých historických kartografů, vedl sbírku v letech 1945–1973. Mapová sbírka tehdy vydávala nejen časopis Kartografický přehled, ale měla i vlastní publikační činnost. V roce 1953 byla mapová sbírka včleněna do ČSAV. Nejprve jako Kabinet kartografie, později byla součástí Geografického ústavu AV. Ten byl v roce 1993 zrušen a Mapová sbírka se navrátila původnímu vlastníkovi. V Mapové sbírce UK působily další významné osobnosti historické kartografie jako Ivan Kupčík, Olga Kudrnovská, Ludvík Mucha a další. K dispozici byly pouze lístkové katalogy různé úrovně. V roce 2010 bylo započato s přípravami k rekonstrukci sbírky. Snahou bylo provést rekonstrukci původního interiéru. Kolekce byla znovu otevřena veřejnosti 21. 3. 2013.

## Sbírka

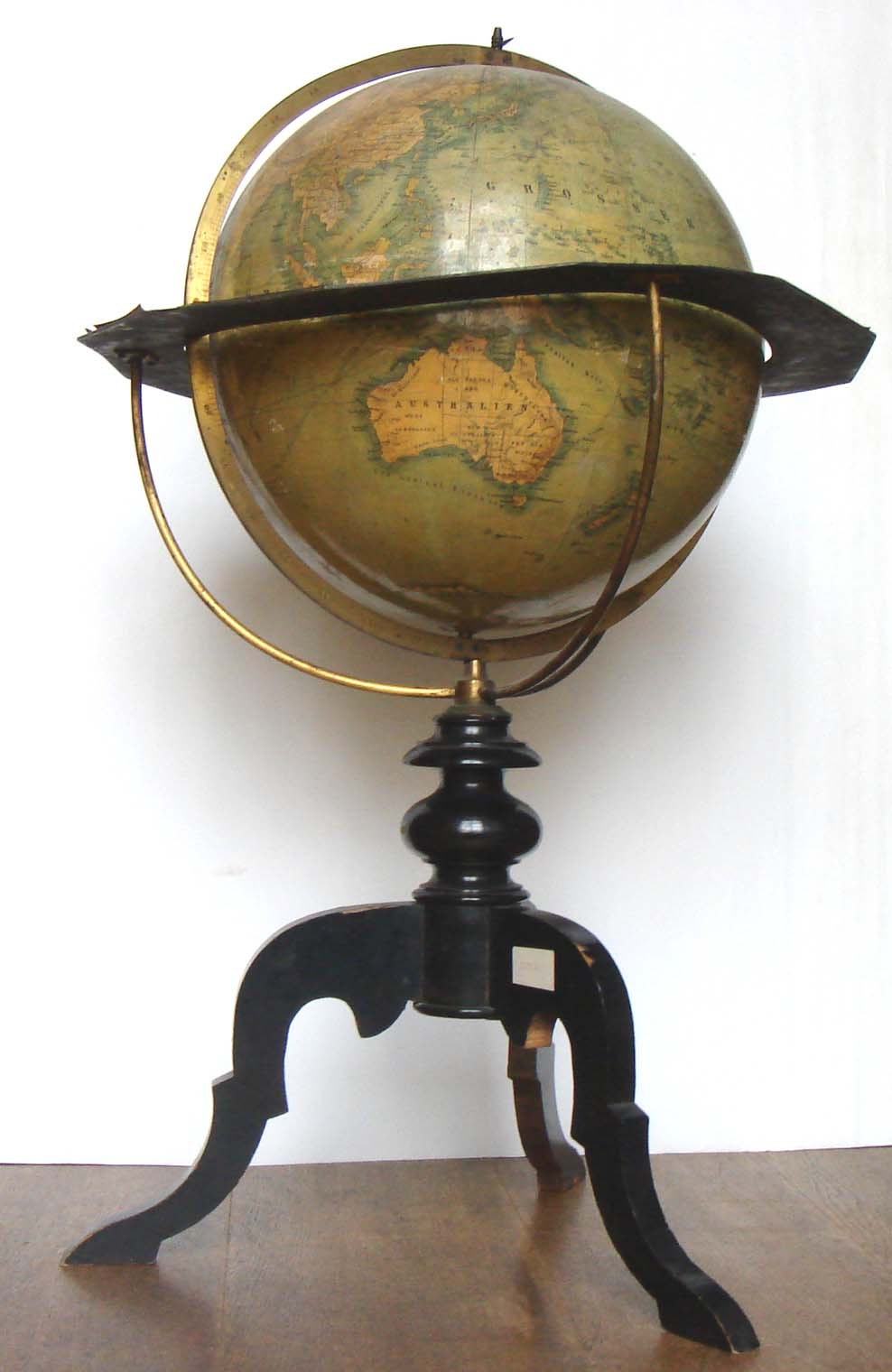
Globus, 19. století, nakladatelství Jan Felkl, Roztoky u Prahy.

Sbírka obsahuje podle poslední revize z roku 1980 kolem 130 000 map, 2000 atlasů a 80 globů. Přibližně polovinu této sbírky tvoří staré tisky. Svým rozsahem i obsahem patří mezi unikátní univerzitní sbírky nejen v České republice, ale i v rámci Střední Evropy. Podobné univerzitní sbírky se nacházejí až v Paříži nebo v Oslu. Obsahuje nejvýznamnější díla významných kartografů domácích, např. Klaudyána, Crigingera, Aretina, Podolského, Komenského, Hollara, Vogta, Müllera, Helwiga. Výpravné sběratelské a tematické atlasy (historické, astronomické, vojenské, atd.), atlasy kartografických mistrů a umělců jako byli Mercator, Ortelius, de Jode, Hondius, nebo např. Janzoon jež vystupoval pod pseudonymem Vilém Blaeu. Sbírka má též cenné globy od 16. století. Nejstarší datovaná díla pocházejí z 16. století. Ve sbírce byly také objeveny originální rukopisy 3. vojenského mapování v měřítku 1:25 000. Díky projektu TEMAP (2011–2015) získala sbírka finanční prostředky na zaměstnance pro odbornou katalogizaci, tvorbu metadat a digitalizaci. Zároveň probíhá revize, čištění, balení, stěhování a přesignování fondu.
V elektronickém katalogu je 31 000 dokumentů. 30 000 digitalizovaných map a 6000 stran digitalizovaných atlasů z projektu TEMAP jsou i s metadaty dostupné z digitálního repozitáře UK. V roce 2013 byla vytvořena první virtuální sbírka glóbů v České republice. Glóby se zpřístupňují v 2D a 3D verzích.